# Heliconius timareta
Espèce
Heliconius timareta est un insecte lépidoptère appartenant à la famille des Nymphalidae, à la sous-famille des Heliconiinae et au genre Heliconius.

## Taxinomie
Heliconius timareta a été décrit par William Chapman Hewitson en 1867 sous le nom initial d' Holiconia timareta.

### Sous-espèces
- Heliconius timareta timareta; présent en Équateur.
- Heliconius timareta timoratus Lamas, 1998; présent au Pérou.

### Hybrides
Les hybrides femelles Heliconius timareta x Heliconius melpomene sont stériles mais les hybrides mâles Heliconius timareta x Heliconius melpomene sont fertiles.

### Étude génétique
Le séquençage d' Heliconius timareta et d' Heliconius melpomene montre qu'il y aurait eu échange direct de gènes entra les deux espèces. Les régions du génome impliquées dans la coloration des ailes sont les mêmes chez les deux espèces et ce partage génétique serait récent.

## Description
Heliconius timareta ressemble à Heliconius melpomene et à Heliconius elevatus(Mimétisme|Mimétisme Müllerien).
C'est un grand papillon marron d'une envergure de 70 mm à 82 mm, au corps fin et aux longues ailes antérieures allongées à l'apex arrondi et au bord interne légèrement concave,.
Le dessus présente une ornementation variable, les ailes antérieure sont ornées d'une flaque blanche à bords irréguliers partant du milieu du bord costal et pour certains d'orange dans l'aire basale, les ailes postérieures sont ornées de rouge sous forme de barre, de rayures, des deux ou absent.
Le revers, marron plus clair présente la même ornementation.
La femelle est semblable.

## Biologie

### Plantes hôtes
Les plantes hôtes de sa chenille sont deux Passifloraceae.

## Écologie et distribution
Heliconius himera est présent en Équateur et au Pérou,.

### Biotope
Heliconius timareta réside dans la forêt en montagne, entre 400 m et 2 400 m.

## Protection
Pas de statut de protection particulier.